# Relaciones Kiribati-México
Las naciones de Kiribati y México establecieron relaciones diplomáticas en 2005. Ambas naciones son miembros de las Naciones Unidas.

## Historia
Kiribati y México establecieron relaciones diplomáticas el 13 de octubre de 2005. Los vínculos se han desarrollado principalmente en el marco de foros multilaterales. 
En noviembre de 2010, el gobierno de Kiribati envió una delegación de 17 miembros, encabezado por el presidente de Kiribati, Anote Tong; para asistir a la Conferencia de las Naciones Unidas sobre el Cambio Climático de 2010 en Cancún, México.
En 2024, ambas naciones celebraron 19 años de relaciones diplomáticas.

## Misiones diplomáticas
- Kiribati no tiene una acreditación para México.
- México está acreditado ante Kiribati a través de su embajada en Kuala Lumpur, Malasia.[4]